# Клейтон-Томас, Дэвид
Дэ́вид Кле́йтон-То́мас (англ. David Clayton-Thomas, при рождении Дэ́вид Ге́нри То́мсетт (англ. David Henry Thomsett); род. 13 сентября 1941 года, Кингстон-апон-Темс) — канадский музыкант, певец и композитор, удостоенный премии «Грэмми», наиболее известный как ведущий вокалист американской группы Blood, Sweat & Tears. Дэвид Клейтон-Томас был введен в Зал славы канадской музыки, а в 2007 году его джаз-рок-композиция "Spinning Wheel" была включена в Зал славы канадского автора песен. В 2010-м Клейтон-Томас получил свою звезду на Аллее славы Канады.

## Биография и творчество

### Ранние годы
Дэвид Генри Томсетт, как его тогда звали, родился 13 сентября 1941 год в городке Кингстон-апон-Темс, графство Суррей, Англия, в семье Фреда Томсетта, канадского солдата, заброшенного во время Второй мировой войны в Великобританию, и Фриды Мэй (урождённой Смит), местной пианистки. Мать познакомилась с его отцом в лондонском госпитале, куда она приходила развлекать раненых солдат игрой на фортепиано. После войны семья уехала в Канаду и обосновалась в Уиллоудейле, районе города Торонто. С самого начала между Дэвидом и его отцом складывались сложные отношения. Когда мальчику исполнилось четырнадцать лет, он ушёл из дома, спал в припаркованных машинах и заброшенных зданиях, крал еду и одежду, чтобы выжить. Несколько раз его арестовывали за бродяжничество, мелкие кражи и уличные драки, и, по сути, свой жизненный путь парень начал с исправительных учреждений и тюрем.
Как ни странно, но за решёткой у Дэвида появилась возможность начать заниматься музыкой, любовь к которой он унаследовал от своей матери. Однажды к нему в руки попала старая гитара, оставленная одним из заключённых. Дэвид самостоятельно освоил инструмент и через некоторое время уже выступал на тюремных концертах.
Выйдя на свободу в 1962 году, он направился на Йонг-стрит, злачное место Торонто. Там царили вольные нравы, а в барах и стриптиз-клубах часто звучали рокабилли и ритм-энд-блюз. Вскоре Дэвид познакомился с Ронни Хокинсом, пионером арканзасского рокабилли, перебравшимся в Канаду. Тот признал огромный талант молодого человека и взял его под своё крыло. У Дэвида появилась команда, названная David Clayton Thomas and The Fabulous Shays, а он сам, дабы окончательно порвать с преступным прошлым, сменил фамилию и превратился в Дэвида Клейтона-Томаса.

### The Bossmen
В 1964 году Клейтон-Томас и The Shays записали кавер-версию песни "Boom Boom" Джона Ли Хукера, что принесло им некоторую популярность. Однако, несмотря на это, Дэвид вскоре решил покинуть возглавляемый им коллектив. Вернувшись к фолк-блюзу, он начал выступать в кофейнях Торонто, погрузившись в местную джазовую и блюзовую сцену, на которой доминировали такие музыканты, как Джон Ли Хукер, Биг Джо Уильямс, Сонни Терри и Брауни Макги, Ленни Бро, Оскар Питерсон и Моррис Коффман. Клейтон-Томас решил двигаться в новом направлении и основал группу The Bossmen. Сырой гаражный ритм-энд-блюз они разбавили джазовыми включениями, в результате в 1966 году появилась антивоенная песня "Brainwashed", которая стала одним из главных канадских хитов, достигнув номера 11 в национальном чарте RPM.

### Blood, Sweat & Tears
В одну из ночей 1966 года, встретившись в Йорквилле, районе Торонто, с Джоном Ли Хукером, Клейтон-Томас уехал с ним в Нью-Йорк. Там они в течение пары недель играли в клубе Гринвич-Виллидж. Затем Хукер отправился в Европу, а Дэвид остался выступать в Нью-Йорке. В 1968 году фолк-певица Джуди Коллинз однажды вечером услышала о Клейтоне-Томасе в клубе на окраине города и рассказала о нём своему другу, барабанщику Бобби Коломби. Группа Бобби Blood, Sweat & Tears спустя четыре месяца после выпуска своего дебютного альбома Child Is Father to the Man распалась. Коломби был впечатлён вокальным талантом Клейтона-Томаса и пригласил его присоединиться к группе. Однако перед тем, как Дэвид стал фронтменом этой команды, фирма звукозаписи Decca Records выпустила его сольный альбом David Clayton-Thomas! (1969).
В декабре 1968 года Клейтон-Томас выпустил свой первый альбом в составе новой команды и второй альбом в истории этой группы Blood, Sweat & Tears. Он был продан тиражом в 10 миллионов копий по всему миру, в течение семи недель возглавлял чарт альбомов Billboard и был удостоен пяти премий «Грэмми», в том числе «Альбом года» и «Лучшее выступление вокалиста-мужчины». Альбом содержал три хитовых сингла: "You've Made Me So Very Happy", "Spinning Wheel" и "And When I Die", а также песню Билли Холидей "God Bless the Child".
С участием Дэвида BS&T продолжили выпускать серию хитовых альбомов, в том числе Blood, Sweat & Tears 3, куда были включены "Lucretia MacEvil" Клейтона-Томаса и "Hi-De-Ho" Кэрола Кинга, а также Blood, Sweat & Tears 4, который содержал ещё один хитовый сингл Дэвида "Go Down Gamblin'". Альбом Blood Sweat & Tears' Greatest Hits на сегодняшний день, согласно сообщениям, продан тиражом более семи миллионов копий по всему миру.
BS&T объездили с гастролями почти весь мир, давая представления на ведущих концертных площадках, среди которых Альберт-Холл, Метрополитен-опера, Голливуд-боул, Мэдисон-сквер-гарден и Сизарс-пэлас, а также выступали на Ньюпортском джазовом фестивале и фестивале Вудсток. Они стали первой современной группой, которая прорвала «железный занавес», совершив тур по Восточной Европе в мае и июне 1970 года. В первые годы Клейтон-Томас жил в дороге, путешествуя с BS&T по Европе, Австралии, Азии, Южной Америке, США и Канаде. Постоянные гастроли начали давать о себе знать, стали возникать разлады Дэвида с коллегами, в результате чего в 1972 году Клейтон-Томас, измученный жизнью в дороге, покинул группу.

### Последующие годы
Выйдя из BS&T, Дэвид не сидел сложа руки и за довольно короткое время выпустил три альбома, которые представляли собой смесь в разных пропорциях соула, ритм-энд-блюза, фолка, джаза и поп-музыки: David Clayton Thomas (1972), Tequila Sunrise (1973) и Harmony Junction (1974). В 1973-м он также вёл телепрограмму "David Clayton-Thomas Show" на канале CBC, а спустя два года возвратился в BS&T. Группа успела записать лишь пару лонг-плеев, как произошёл очередной раскол: на этот раз Коломби покинул коллектив и забрал себе права на торговую марку BS&T. В то время как группа бездействовала, Дэвид выпустил свой собственный альбом Clayton. Впоследствии он договорился с Бобби, и тот разрешил вокалисту выступать от имени Blood, Sweat & Tears.
Издав один альбом, группа с постоянно меняющимся составом участников перешла в гастрольный режим и более 20 лет выступала на различных концертных площадках. Только в 2004 году Клейтон-Томас стал работать вживую под собственным именем, при этом к сольному студийному творчеству он вернулся несколькими годами ранее, когда выпустил диск Blue Plate Special, который был его первой ориентированной на блюз пластинкой; на ней вместе с римейком хита BS&T "Lucretia MacEvil" прозвучали вещи Альберта Коллинза, Вилли Диксона и Фредди Кинга.
Первой же работой Клейтона-Томаса после его окончательного выхода из группы стал альбом Aurora, в котором музыкант совместил свою любовь к блюзу и джазу. В второй половине 2000-х также вышли его концертные альбомы A Concert: A Musical Biography, You're the One и пара студийных — The Evergreens и Spectrum. Два следующих альбома стали многожанровыми: Soul Ballads был посвящён соул-балладам, а A Blues for the New World — блюзу с добавлением регги, джаза, госпела и а капелла.
В 2015 году Дэвид Клейтон-Томас в компании уважаемых в Канаде джазовых музыкантов вернулся на сцену с джаз-блюзовой программой Combo, а в следующем 2016-м выпустил альбом Canadiana, в котором представил песни своих соотечественников.

## Дискография

### Альбомы
| Год  | Альбом                          | Лейбл                        |
| ---- | ------------------------------- | ---------------------------- |
| 1969 | David Clayton-Thomas!           | Decca                        |
| 1972 | David Clayton-Thomas            | Repertoire                   |
| 1972 | Tequila Sunrise                 | Columbia                     |
| 1973 | Harmony Junction                | RCA                          |
| 1977 | Clayton                         | ABC Music                    |
| 1998 | Blue Plate Special              | Stony Plain                  |
| 1999 | Bloodlines                      | DCT                          |
| 2001 | The Christmas Album             | Fontana North / Maplecore    |
| 2005 | Aurora                          | Justin Time                  |
| 2006 | In Concert: A Musical Biography | Justin Time                  |
| 2007 | The Evergreens                  | Fontana North / Maplecore    |
| 2009 | Spectrum                        |                              |
| 2010 | Soul Ballads                    | Fuel                         |
| 2013 | A Blues for the New World       | Antoinette                   |
| 2015 | Combo                           | Audio & Video Labs, Inc.     |
| 2016 | Canadiana                       | Antoinette / Ils / Universal |
| 2018 | Mobius                          | Ils                          |

### Синглы
- "Walk That Walk" (#3 в Канаде).
- "Brainwashed" (#11 в Канаде).